# Hans Wagner (Kommunikationswissenschaftler)
Hans Wagner (* 11. Januar 1937 in Nesselwang/Allgäu) ist ein emeritierter Professor für Kommunikationswissenschaft und Medienforschung.

## Leben
Hans Wagner studierte von 1954 bis 1960 Philosophie, Psychologie und Zeitungswissenschaft (Kommunikationswissenschaft) in Dillingen/Donau und an der Universität München. Zugleich war er als freier Mitarbeiter und Praktikant bei diversen Zeitungen, Zeitschriften und beim Rundfunk tätig. Er promovierte 1965 zum Dr. phil. mit einer handlungstheoretisch orientierten Arbeit über die Faktische Ordnung der Sozialen Kommunikation.
Von 1962 bis 1972 leitete er die Pressestelle der Erzdiözese München und Freising sowie die Pressestelle der Deutschen Bischofskonferenz. Ab dem Wintersemester 1965/66 nahm er Lehraufträge für Theorie der Sozialen Kommunikation am Münchner Institut für Zeitungswissenschaft wahr. Parallel zur praktischen Berufstätigkeit war er ab dem Wintersemester 1966/67 Wissenschaftlicher Assistent an diesem Institut. 1967 und 1968 vertrat er einen Lehrstuhl für Publizistikwissenschaft an der Universität Salzburg.
1975 habilitierte sich Wagner an der Philosophischen Fakultät der Universität München für das Fach Kommunikationswissenschaft (Zeitungswissenschaft). In seiner Habilitationsschrift legte er eine historisch-systematische Theorie der Massenkommunikation als Alternative zu den bis dahin üblichen rhetorik-orientierten Modellen vor. Von 1975 bis 1980 war er Privatdozent und Wissenschaftlicher Rat; 1980 wurde er als Professor an das Institut berufen.
Seit 1971 war Wagner zudem Mitglied des Lehrkörpers sowie seit 1981 auch Mitglied des Senats der Hochschule für Politik München. Er ist seit Ende des WS 2001/02 im Ruhestand.

## Arbeitsschwerpunkte
Schwerpunkte von Professor Wagner in Lehre und Forschung sind Theorie der Kommunikation und der Massenkommunikation sowie der Öffentlichkeit, Theorie- und Ideengeschichte, systematische Kommunikations- und Journalismusgeschichte. Das Konzept der „Sozialen Orientierung“ ist als neuer Ansatz zu einer Theorie der Kommunikations- und Medienwirkung eine Konsequenz dieser Grundlagenforschung. Die Entwicklung neuer, erweiterter Verfahren der Inhaltsanalyse sowie einer wissenschaftlichen Begründung struktureller Journalismuskritik sind Anwendungsbereiche der von Wagner vertretenen Position, denen sein besonderes Forschungsinteresse gilt.

## Schriften
- Die faktische Ordnung der sozialen Kommunikation, München 1965
- Das Ende der katholischen Presse, 3 Bde. Stein am Rhein 1974, ISBN 3-557-94164-7
- Medientabus und Kommunikationsverbote. Die manipulierbare Wirklichkeit, München 1991, ISBN 3-7892-8470-X
- Journalismus mit beschränkter Haftung? Gesammelte Beiträge zur Journalismus- und Medienkritik, München 2003, ISBN 3-88927-326-2
- Das Konzil und die Medien. In: Konrad Hilpert (Hrsg.): Generation Konzil. Zeitzeugen berichten. Herder, Freiburg im Breisgau 2013, ISBN 978-3-451-30916-8, S. 35–62.